# Ronde van Frankrijk 2020/Vijftiende etappe
De vijftiende etappe van de Ronde van Frankrijk 2020 werd verreden op 13 september met start in Lyon en finish op de Col du Grand Colombier. 
| Lyon – Col du Grand Colombier (174,5 km) |                    |                    |          |
| Plaats                                   | Naam               | Ploeg              | Tijd     |
| 1                                        | Tadej Pogačar      | UAE Team Emirates  | 4u34'13" |
| 2                                        | Primož Roglič      | Team Jumbo-Visma   | z.t.     |
| 3                                        | Richie Porte       | Trek-Segafredo     | + 5"     |
| 4                                        | Miguel Ángel López | Astana Pro Team    | + 8"     |
| 5                                        | Enric Mas          | Movistar Team      | + 15"    |
| 6                                        | Sepp Kuss          | Team Jumbo-Visma   | z.t.     |
| 7                                        | Mikel Landa        | Bahrain McLaren    | z.t.     |
| 8                                        | Adam Yates         | Mitchelton-Scott   | z.t.     |
| 9                                        | Rigoberto Urán     | EF Education First | + 18"    |
| 10                                       | Alejandro Valverde | Movistar Team      | + 24"    |
|                                          |                    |                    |          |
| 12                                       | Tom Dumoulin       | Team Jumbo-Visma   | + 34"    |
| 29                                       | Wout van Aert      | Team Jumbo-Visma   | + 7'20"  |

| Algemeen klassement |                    |                    |            |
| Plaats              | Naam               | Ploeg              | Tijd       |
| Gele trui           | Primož Roglič      | Team Jumbo-Visma   | 65u37'07"  |
| 2                   | Tadej Pogačar      | UAE Team Emirates  | + 40"      |
| 3                   | Rigoberto Urán     | EF Education First | + 1'34"    |
| 4                   | Miguel Ángel López | Astana Pro Team    | + 1'45"    |
| 5                   | Adam Yates         | Mitchelton-Scott   | + 2'03"    |
| 6                   | Richie Porte       | Trek-Segafredo     | + 2'13"    |
| 7                   | Mikel Landa        | Bahrain McLaren    | + 2'16"    |
| 8                   | Enric Mas          | Movistar Team      | + 3'15"    |
| 9                   | Nairo Quintana     | Arkéa Samsic       | + 5'08"    |
| 10                  | Tom Dumoulin       | Team Jumbo-Visma   | + 5'12"    |
|                     |                    |                    |            |
| 24                  | Wout van Aert      | Team Jumbo-Visma   | + 1u12'18" |

## Opgaven
- Sergio Higuita (EF Education First); liep bij een valpartij een gebroken hand op en moest opgeven

1e etappe ·
2e etappe ·
3e etappe ·
4e etappe ·
5e etappe ·
6e etappe ·
7e etappe ·
8e etappe ·
9e etappe ·
10e etappe ·
11e etappe ·
12e etappe ·
13e etappe ·
14e etappe ·
15e etappe ·
16e etappe ·
17e etappe ·
18e etappe ·
19e etappe ·
20e etappe ·
21e etappe
Startlijst · Eindstanden · Afbeeldingen